# Samuel Bailey

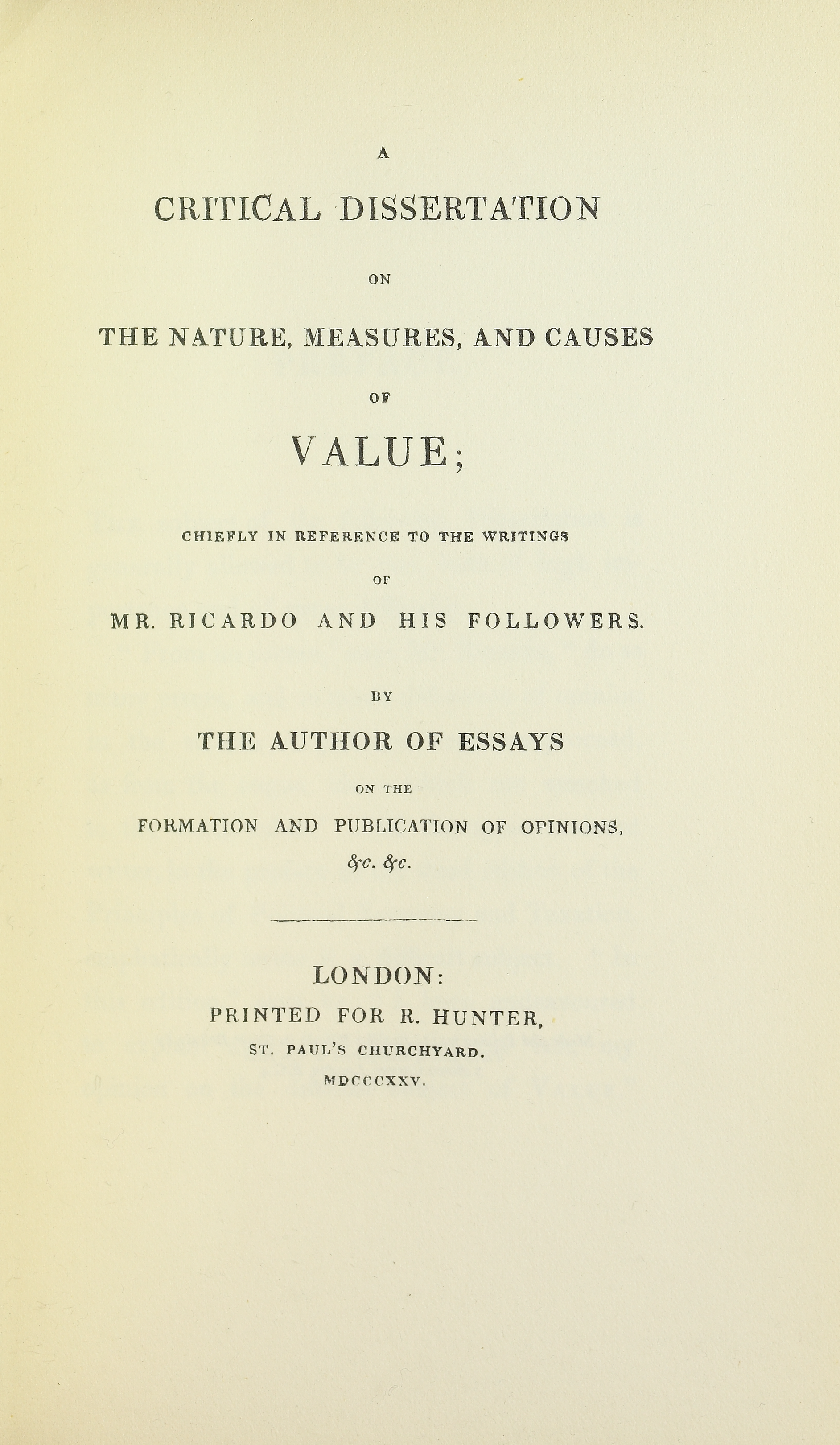
Critical dissertation on the nature, measures, and causes of value, 1931

Samuel Bailey (* 5. Juli 1791 in Sheffield, Yorkshire; † 18. Januar 1870 ebenda) war ein englischer Ökonom und Philosoph. Er ist bekannt, für seine These, dass Wertvorstellungen Beziehungen sind und einen bestimmten Geisteszustand beinhalten.
Samuel Bailey arbeitete zunächst im Geschäft seines Vaters und erwarb ein gewisses Vermögen, mit dem er 1831 die Sheffield Banking Company gründete. 1832 and 1834 kandidierte er erfolglos für einen Sitz im House of Commons. Er veröffentlichte Schriften über eine Parlamentsreform, über das Recht der Primogenitur und über Währungsbeschränkungen.
Bailey argumentierte, dass die Meinungen eines Menschen unabhängig von seinem Willen sind. Er kritisierte die Ricardianische Schule und bestritt die reziproke Beziehung zwischen Löhnen und Gewinnen. Bailey, Samuel trat gegen die Arbeitswerttheorie Ricardos vom Standpunkt der Vulgärökonomie auf, wies aber gleichzeitig mit Recht auf einige Widersprüche in den Ansichten Ricardos hin. Er betonte die Produktivität der Arbeit und versuchte den Pessimismus in Ricardos Lehren zu überwinden. Als Politiker trat er gegen die Einmischung des Staates auf und bezeichnete sich selbst als radikalen Utilitaristen.

## Publikationen
- Essays on the Formation and Publication of Opinions (1821)
- A Critical Dissertation on the Nature, Measures, and Causes of Value (1825)
- Essays on the Pursuit of Truth, on the Progress of Knowledge and on the Fundamental Principle of All Evidence and Expectation (1829)
- A Review of Berkeley’s Theory of Vision (1842)
- Letters on the Philosophy of the Human Mind, 3 Bde., (1855–63)

## Belege
1. ↑  https://www.britannica.com/biography/Samuel-Bailey

| Personendaten    | Personendaten                   |
| ---------------- | ------------------------------- |
| NAME             | Bailey, Samuel                  |
| KURZBESCHREIBUNG | englischer Ökonom und Philosoph |
| GEBURTSDATUM     | 5. Juli 1791                    |
| GEBURTSORT       | Sheffield                       |
| STERBEDATUM      | 18. Januar 1870                 |
| STERBEORT        | Sheffield                       |